# Cox and the Riot
Cox and the Riot ist eine Band aus Leipzig, die tanzbaren Indie-Rock mit Britpop- und Alternative-Rock-Einflüssen verbindet und in der Indie-Szene für ihre energetischen Live-Shows bekannt ist. Die Bandmitglieder selbst bezeichnen ihren Musikstil nach ihrem ersten Album als „Death Disco“.

## Geschichte
Bereits in seiner Heimatstadt Northwich, Cheshire in England war der britisch-kanadische Sänger und Gitarrist Ian Cox musikalisch aktiv und spielte als Straßenmusiker selbstgeschriebene Lieder.
Gegründet wurde Cox and the Riot, nachdem Cox aus seiner Heimat nach Leipzig gekommen war. Nachdem sich die Band auf verschiedenen Bandcontests eine größere Zuschauerschaft erspielt hatte, trat sie bei bekannteren Musikern und Bands wie Phillip Boa, Movits!, Super700 oder auch Royal Republic als Vorband auf. Darüber hinaus spielten sie 2010 neben Künstlern wie den Fantastischen Vier, den Editors, Jan Delay und Jennifer Rostock auf dem Sputnik Springbreak.
Auch im Fernsehen und Radio waren Cox and the Riot bereits vertreten, beispielsweise verwendeten das ZDF, der MDR und MDR Sputnik Lieder der Band in ihrem Programm.
2012 veröffentlichten Cox and the Riot ihr Debütalbum Death Disco über Motor Music. 2014 folgte über VelocitySounds Rec., einem Unterlabel von Motor Music, das Album White Lies.
Mithilfe einer Crowdfunding-Aktion finanzierte die Band im Jahr 2016 die professionelle Produktion ihres 2017 erscheinenden dritten Albums Wolves, welches in Zusammenarbeit mit Fabio Trentini entsteht, der schon die Donots und Guano Apes produzierte.

## Stil
Während das Debütalbum Death Disco noch unter Indie-Rock und Dance-Punk geführt werden konnte, kamen beim zweiten Album White Lies mehr Einflüsse aus Britpop und Alternative Rock, aber auch New Wave und sogar Punkrock im Stil von The Jam hinzu.

## Diskografie
Alben
- 2012: Death Disco (Motor Music)
- 2014: White Lies (VelocitySounds Rec.)
- 2017: Wolves (In Bloom Records)

Singles
- 2014: Out of Here (VelocitySounds Rec.)